# Бретан
 Тази статия е за полуострова.  За административната област вижте Бретан (регион).  
Бретан (на бретонски: Breizh, на френски: Bretagne) e полуостров във Франция. Има площ от 34 023 km² и население от 4 365 500 жители (януари 2007 г.). Намира се в часова зона UTC+1 в Северозападна Франция. Бил е населяван от келтски племена. Бретан е регион в Западна Франция. Граничи с Атлантическия океан на север, запад и юг, и с регионите Нормандия на североизток и Пеи дьо ла Лоар на изток. Разделен е на 5 департамента. Столица и най-голям град на региона е Рен.

## Географска характеристика
Полуостров Бретан е разположен в северозападната част на Франция, като на север се мие от водите на протока Ла Манш, а на запад и юг – от водите на Атлантическия океан. Площ 27 209 km², като източната граница на полуострова преминава приблизително по 2°з.д. и не съответства на източната граница на историко-географската област Бретан. Значителна част от полуострова е заета от западните разклонения на Армориканските възвишения – хълмовете Монтан Нуар (326 m), Бел Ер (340 m), Аре (391 m). Бреговете на Бретан са ниски, но скалисти, силно разчленени и отнасящи се към риасовия тип морски бряг. На север е залива Сен Мало, на запад – Дуарнене, на юг – Киброн. Климатът е умерен, океански, като годишната сума на валежите възлиза на 800 – 1200 mm. По полуострова текат къси, но пълноводни целогодишно реки: Блаве, Он, Скорф, Лаита, Оде и др. Голяма част от територията на полуострова е заета от мочурища и торфена пустош. На отделни места се срещат дъбови и букови гори. Характерен ландшафт за региона е т.нар. „бокаж“ – отделни ливади и пасища заградени с жив плет или горски пояси. Най-голям град на полуострова е Брест.

## Стопанство
Спадът във френския дял на риболова в Северна Атлантика и обезлюдяването на селските райони, наблюдавани другаде във Франция в началото на 20 век, довеждат до намаляване на населението в Бретан с повече от 11% между 1911 и 1946 г. След това, след Втората световна война, населението се повишава и от 70-те години на миналия век беше подкрепено от растежа на индустриалния и обслужващия бизнес. Демографското възстановяване обаче е неравномерно, благоприятстващо крайбрежните райони, като много вътрешни и селски райони продължават да губят население.
Бретан не е силно индустриализирана, но растежът на такива индустрии като електронната, телекомуникационната и автомобилната компенсира спада на традиционните индустрии на текстил, кожени изделия и кораборемонт. Други дългогодишни дейности, по-специално преработката на храни, бяха засилени и модернизирани. Рен е основният регионален фокус на индустрията, а също и административна и бизнес столица.
Туризмът е развит в много крайбрежни райони, а в Ил и Вилен крайбрежните курорти са станали по-важни от риболовната индустрия за икономиката. Департаментът Морбиан има повече каменни паметници от всеки друг департамент във Франция, с няколко хиляди мегалита в района на Карнак и Локмариак на запад от Морбианския залив. Средновековните градове Морбиан също са важни туристически атракции. The Tables des Marchands е една от най-известните забележителности останали от каменната ера в Морбиан и е построен между 3900 и 3800 г. пр.н.е. До 1937 г. е открит паметник без земно покритие, но е възстановен. Най-забележителните характеристики на този паметник, освен гигантската преграда с размери 6,5 на 4 метра, са многото маркировки, гравирани върху камъните (включително покрива). Особен интерес представляват многобройните символи на камъка отзад, които включват 56 фигури, наподобяващи овчарски геги в четири реда. Значението им е неизвестно. Карнакските камъни са повече от 3000 праисторически стоящи камъка изсечени от местен гранит и издигнати от предкелтския народ на Бретан и представляват най-голямота подобно струпване в света. (на снимката е подредбата Менек/гиганта Манио)(Жослен със замъка, )(пристанището св. Густан ака Сан Густан)()
Бретонците съчетават предприемчивост и традиционализъм. Мнозина са се отличавали като моряци; Жак Картие, например, който е изследвал Канада, е роден в Сен Мало. Бретан дълго време осигуряваше френския флот с по-голямата част от своите моряци. Римокатолическата вяра е дълбоко вкоренена в Бретан; има поклонения или помилвания в Локронан, Джоселин и Св. Ан д’Оре. В сравнение с други места във Франция, регионът е запазил голяма част от старата си социална структура; в страната семействата са многобройни и отдадени на бащината власт, а селското благородство все още упражнява влияние.
Бретонският език е пренесен от Великобритания в Арморика (древното име за крайбрежния регион, който включва полуостров Бретан) от мигриращи бретанци през ранното средновековие, което го прави островен келтски език.
Говори се често в части на Морбиан, Финистер и Кот д’Армор, а от средата на 19 век се наблюдава значително съживяване на бретонската литература.